# Nicolas de Crécy

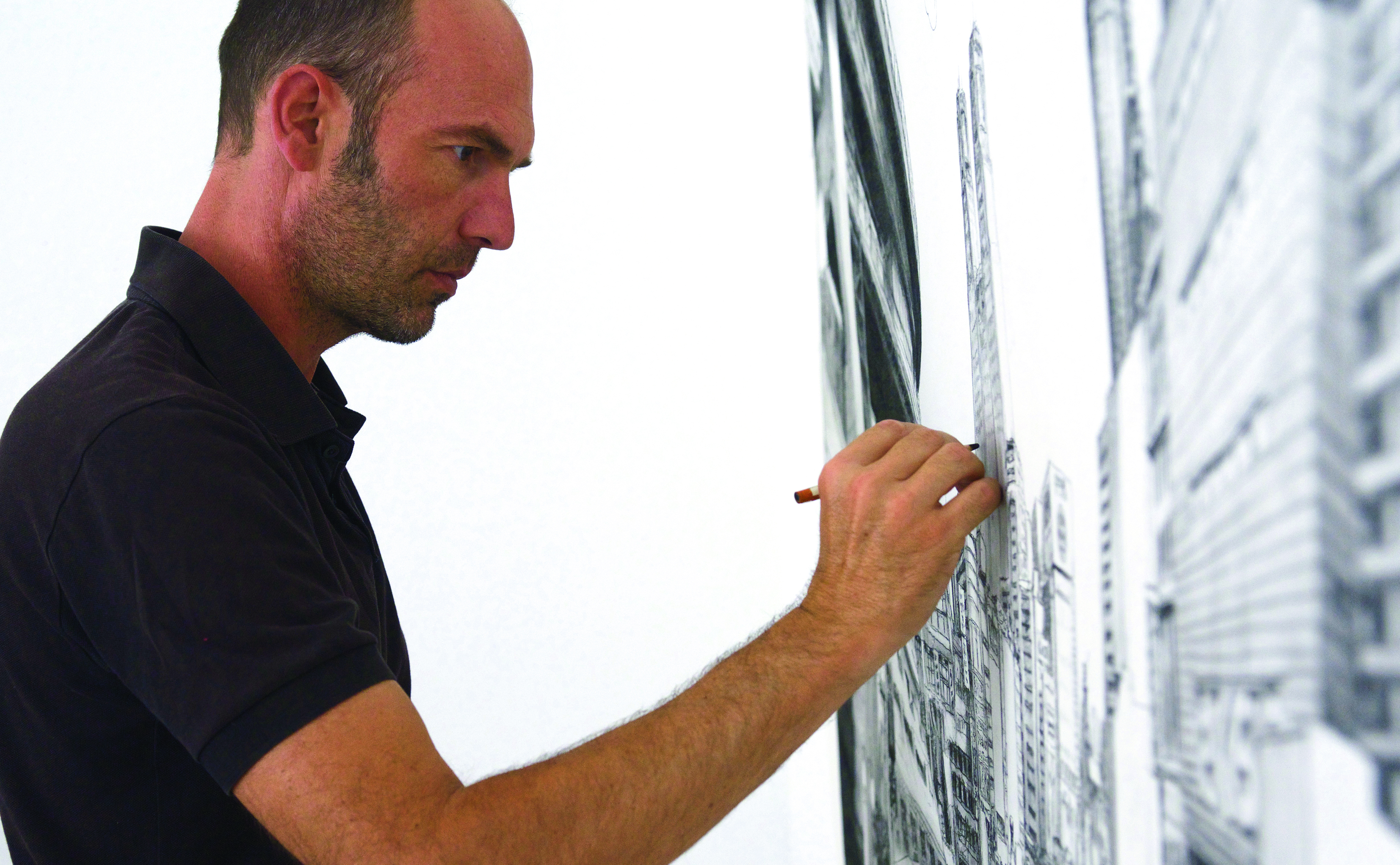
Nicolas de Crécy, 2015

Nicolas de Crécy (* 29. September 1966 in Lyon, Département Rhône, Frankreich) ist ein französischer Comicautor und Comiczeichner.

## Leben
De Crécy war Teilnehmer des ersten Lehrgangs der École européenne supérieure de l’image, der Hochschule für Bildmedien im französischen Angoulême. Dort erhielt er 1982 sein Diplom. Danach arbeitete er für die Firma Walt Disney Animation France in Montreuil, bevor er 1991 sein erstes Buch veröffentlichte, Foligatto, nach einem Text von Alexios Tjoyas.
1990 veröffentlichte de Crécy Le Bibendum céleste, bei dem er für Text, Zeichnungen und Farben verantwortlich war. In Zusammenarbeit mit dem Texter Sylvain Chomet erarbeitete er drei Bände der Serie Léon la came. Bis heute entstanden mehr als zwei Dutzend eigene Comics, die zum Teil preisgekrönt und in fremde Sprachen übersetzt wurden. Ferner fertigte er 2003 die Hintergrundzeichnungen für Chomets Film Triplettes de Belleville:
De Crécy erhielt 2008 ein Stipendium für einen Studienaufenthalt in der Villa Kujoyama in Kyoto in Japan. 2014/2015 erschien in der japanischen Zeitschrift Ultra Jump des Verlags Shueisha in mehreren Folgen als Vorabdruck La République du catch, die 2015 auch in Frankreich gedruckt wurde.

## Preise und Auszeichnungen
- 1992: Prix du Lion, Centre belge de la Bande dessinée.
- 1993: Max-und-Moritz-Preis für das beste ausländische Werk.
- 1996: Spezialpreis der Jury beim Festival de Sierre im Wallis, Schweiz.
- 1998: mit Sylvain Chomet: Prix Alph'Art für das beste französische Album, Festival d’Angoulême für Léon la Came, Band 2: Laid, pauvre et malade.
- 2001: Prix de l’École de l’image d’Angoulême.
- 2006: Prix Virgin Megastore.
- 2008: Aufenthaltsstipendium für die Villa Kujoyama in Kyoto, Japan.

## Veröffentlichungen (Auswahl)
- Text von Sylvain Chomet: Bug Jargal. Ikusager, 1989.
- Text von Alexios Tjoyas: Foligatto. Les Humanoïdes Associés, 1991.
  - deutsch: Foligatto. Ehapa-Verlag, Stuttgart 1994, ISBN 3-89343-130-6.
- Le Bibendum céleste. Les Humanoïdes Associés 1994.
- Monsieur Fruit Band 1. Le Seuil, Paris 1995.
- Le Bibendum céleste, Band 2. Les Humanoïdes Associés 1999.
- Plaisir de myope. Cornélius, 1999.
- Prosopopus. Dupuis, 2002.
  - deutsch: Prosopopus. Reprodukt Verlag, Berlin 2009, ISBN 978-3-941099-10-4.
- Salvatore, Band 1: Transports amoureux. Dupuis 2005.
- Période glacière. Futuropolis und das Musée du Louvre, Paris 2005.
- Journal d’un fantôme. Futuropolis, 2007.
- La République du catch. Vorabdruck 2014/2015: UltraJump, Shueisha, Tokio
  - in Frankreich 2015 erschienen.